# Chiang Yuen (huyện)
Chiang Yuen (tiếng Thái: เชียงยืน) là một huyện (amphoe) ở phía bắc của tỉnh Maha Sarakham, đông bắc Thái Lan.

## Địa lý
Các huyện giáp ranh (từ phía bắc theo chiều kim đồng hồ) là Chuen Chom của tỉnh Maha Sarakham, Yang Talat của tỉnh Kalasin, Kantharawichai và Kosum Phisai của Maha Sarakham, Mueang Khon Kaen và Sam Sung của tỉnh Khon Kaen.

## Lịch sử
Ngày 16 tháng 8 năm 1958, tiểu huyện (King Amphoe) được tách ra from Kantharawichai, gồm 4 tambon Chiang Yuen, Chuen Chom, Ku Thong and Nong Son. Ngày 11 tháng 12 năm 1959, tiểu huyện này đã được nâng cấp thành huyện.

## Hành chính
Huyện này được chia thành 8 phó huyện (tambon), các đơn vị này lại được chia ra thành 116 làng (muban). Chiang Yuen là một thị trấn (thesaban tambon) nằm trên một phần của the tambon Chiang Yuen. Có 8 Tổ chức hành chính tambon.
| STT | Tên         | Tên tiếng Thái | Số làng | Dân số |  |
| --- | ----------- | -------------- | ------- | ------ |  |
| 1.  | Chiang Yuen | เชียงยืน         | 19      | 13.851 |  |
| 3.  | Nong Son    | หนองซอน        | 16      | 6.909  |  |
| 5.  | Don Ngoen   | ดอนเงิน         | 15      | 7.227  |  |
| 6.  | Ku Thong    | กู่ทอง           | 19      | 10.190 |  |
| 7.  | Na Thong    | นาทอง          | 11      | 5.805  |  |
| 8.  | Suea Thao   | เสือเฒ่า         | 16      | 8.455  |  |
| 11. | Phon Thong  | โพนทอง         | 12      | 5.997  |  |
| 12. | Lao Bua Ban | เหล่าบัวบาน      | 8       | 3.658  |  |

Các con số mất là the tambon nay tạo thành huyện Chuen Chom.